# Asociación Española de Lingüística Cognitiva
La Asociación Española de Lingüística Cognitiva (AELCO-SCOLA) es una asociación científica española que impulsa la investigación relacionada con el estudio de las lenguas y el lenguaje desde el punto de vista de la Lingüística Cognitiva en el ámbito hispánico. Se fundó en Alicante en 1998.
Esta asociación organiza congresos internacionales cada dos años en diferentes universidades españolas y publica la revista internacional titulada "Review of Cognitive Linguistics".